# 粉红豹 (犯罪组织)
粉红豹是一个特大跨国珠宝盗窃和抢劫团伙，其规模之大、行为之大胆，在有史以来对于有组织犯罪的记载都是极其罕见的。该组织有大约800名骨干成员，大多数都是具有军事背景的前士兵。该组织的成员来自塞尔维亚、黑山和其他前南斯拉夫国家，他们绝大多数人都参加过南斯拉夫内战，对于军事技术了如指掌。该犯罪集团被国际刑警组织以迪士尼动画片的角色“粉红豹”来命名。